# 11298 Gide
A 11298 Gide (ideiglenes jelöléssel 1992 RE6) a Naprendszer kisbolygóövében található aszteroida. Eric Walter Elst fedezte fel.
Nevét André Gide (1869–1951) francia író után kapta.